# Cynops pyrrhogaster
O tritão-de-barriga-de-fogo-japonês (Cynops pyrrhogaster) é uma espécie de anfíbio caudado pertencente à família Salamandridae. Endêmica do Japão. É comumente confundido com o tritão de barriga de fogo chinês devido a semelhanças em cores e tamanho, e a maioria dos tritões vendidos como tritões de barriga de fogo japoneses provavelmente são exemplares de tritão de barriga de fogo chinês, que é mais comumente coletado. É extremamente tóxico - fatal dentro de 6 horas - para humanos e outros animais.